# Bitwa pod Wrocławiem
Bitwa pod Wrocławiem – starcie zbrojne, które miało miejsce 22 listopada 1757 pod Wrocławiem w trakcie III wojny śląskiej (wojna siedmioletnia).
Książę von Bevern na czele swojej armii śląskiej pod naporem Austriaków księcia Karola wycofał się w kierunku Wrocławia. Austriacy rozpoczęli ostrzał artyleryjski oszańcowanego obozu pruskiego, a następnie uderzyli na niego z 5 stron. Prusacy bronili się dzielnie, ponieśli jednak ciężkie straty i w nocy wycofali się do Wrocławia.
Do obrony twierdzy skierowano 10 batalionów pruskich pod dowództwem generała Johanna Georga von Lestwitza. Austriacy rozpoczęli oblężenie miasta.
Austriacki generał Nádasdy miał nadzieję na to, że nastawiona w większości pro-austriacko ludność miasta ułatwi mu wkroczenie do miasta. Istotnie, mieszkańcy naciskali Lestwitza na opuszczenie miasta. Morale obrońców było bardzo niskie, co wynikało z faktu, iż przeważająca część żołnierzy pruskiej armii śląskiej była przymusowymi wcielonymi jeńcami saskimi. 25 listopada Lestwitz skapitulował za cenę swobodnego odwrotu. Za poddanie miasta został potem uwięziony i w areszcie przebywał niemal do końca życia.
Żołnierze odchodząc sprzedawali swoją broń i wyposażenie. Tylko niewielu (271 oficerów i 328 szeregowych) ruszyło w kierunku Głogowa, gdzie zasilili pruski garnizon, reszta oddziałów została rozwiązana (490 oficerów, 3737 szeregowych).